# ナンブーディリ

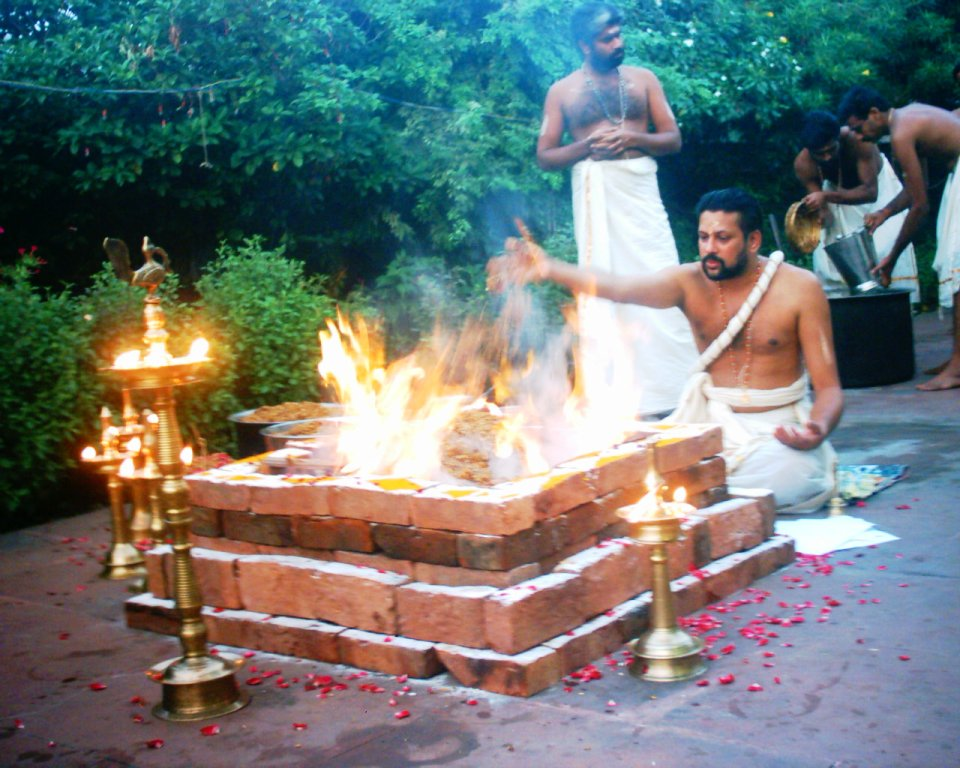
シュラウタ祭をするナンブーディリ

ナンブーディリ（マラヤーラム語: നമ്പൂതിരി、英語: Nambudiri）は、インド南部ケララ州のバラモンに属するカースト集団。

## 概要
イギリス統治下の1901年の国勢調査によると、マラバール県及びトラヴァンコール王国、コーチン王国におけるナンブーディリの人口は、33386人と全人口に占める割合は約0.5%であった。しかしながら、現在のケララ州におけるカースト秩序の頂点に位置しており、大土地保有者であった。